# بوسان جوديوك
بوسان جوديوك هو ملعب كرة قدم متعدد الأغراض يقع في بوسان، كوريا الجنوبية، يتسع لـ 24363 متفرج.

## التاريخ
افتتح الملعب في 1928.